# Distribució matriu gamma
En estadística, una distribució matriu gamma és una generalització de la distribució gamma a matrius definides positives. És una versió més general de la distribució de Wishart i s'utilitza de manera similar, per exemple, com a conjugada a priori de la matriu de precisió d'una distribució normal multivariable i de la distribució matriu normal. La distribució composta resultant de combinar una matriu normal amb una matriu gamma prèvia a la matriu de precisió és una distribució t matriu generalitzada.
Això redueix a la distribució de Wishart: {\displaystyle \beta =2,\alpha ={\frac {n}{2}}.}